# Darázsölyv
A darázsölyv (Pernis apivorus) a madarak osztályának vágómadár-alakúak (Accipitriformes) rendjébe, ezen belül a vágómadárfélék (Accipitridae) családjába tartozó faj.

## Rendszerezése
A fajt Carl von Linné svéd természettudós írta le 1758-ben, a Falco nembe  Falco apivorus néven.

## Előfordulása
Európában és Ázsia nyugati részének tölgyeseiben fészkel, télen Afrikáig vonul. Természetes élőhelyei a tűlevelű erdők, mérsékelt övi erdők, szubtrópusi és trópusi száraz erdők és  szavannák.

### Kárpát-medencei előfordulása
Magyarországon rendszeresen fészkelő, április és szeptember között figyelhető meg.

## Megjelenése
Testhossza 52–60 centiméter, szárnyfesztávolsága 135–150 centiméteres, testtömege pedig 360–1040 gramm. A hím egy kicsit nagyobb, mint a tojó. A hím feje szürke, a tollazata barna, világosabb mintázattal. Lábait vastag tollréteg védi zsákmányállatainak szúrásai ellen.
|  |  |

## Életmódja
Darazsakkal, méhekkel, ezek lárváival és bábjaival táplálkozik. Követi a hazatérő rovarokat, majd szétdúlja a fészküket, úgy fogyasztja el a mézet, lárvákat, kifejlett méheket.

## Szaporodása
Tölgyesek fáira rakja gallyakból készített fészkét. Fészekalja 2 tojásból áll, melyen 33-34 napig kotlik.
|  |  |

## Természetvédelmi helyzete
Az elterjedési területe rendkívül nagy, egyedszáma még nagy, de csökken. A Természetvédelmi Világszövetség Vörös listáján nem fenyegetett fajként szerepel. Magyarországon fokozottan védett, természetvédelmi értéke 100 000 Ft. Fészkelő-állományát 500-750 párra körüli (1998-2001) és stabil.